# Frontière entre la Macédoine du Nord et la Serbie
La frontière entre la Macédoine du Nord et la Serbie est entièrement terrestre. La majeure partie de la frontière (160 km) borde le Kosovo, territoire considéré par la Serbie comme une de ses provinces mais reconnu indépendant par la Macédoine du Nord.

## Tracé
L'itinéraire commence à l'est jusqu'au tripoint entre la Serbie, la Macédoine du Nord et la Bulgarie, il se dirige vers l'ouest à travers les montagnes Dukat, Kozjak, Skopska Crna Gora (1 219 m), Montes Šar et atteint tripoint entre la Serbie, la Macédoine Nord et Albanie, où se situe le Mont Korab (2 764 m).

## Histoire
Après le traité de Bucarest, qui a mis fin en 1913 à la deuxième guerre balkanique, le territoire de l'actuelle Macédoine du Nord a été rattaché au royaume de Serbie. En 1918, le territoire devient une partie du royaume des Serbes, Croates et Slovènes, renommé royaume de Yougoslavie en 1929, et constitue d'abord une partie de la Serbie du Sud puis la majeure partie de la banovine du Vardar. Pendant la Seconde Guerre mondiale, la majeure partie du territoire macédonien est intégré à la Bulgarie, tandis que le reste est partagé entre la Serbie et l'Albanie. Après la Seconde Guerre mondiale, la Serbie et l'actuelle Macédoine du Nord constituent chacune une république fédérée de la Yougoslavie communiste : la république socialiste de Serbie et la république socialiste de Macédoine. Lors de la dislocation de la Yougoslavie en 1991-1992, la Macédoine du Nord (alors nommée simplement Macédoine) proclame son indépendance (reconnue par la Serbie le 8 avril 1996) tandis que la république fédérale de Yougoslavie rassemble la Serbie (y compris le Kosovo) et le Monténégro. La frontière entre ces deux États hérite du tracé qui existait entre les républiques membres de la Yougoslavie communiste. En 2008, une rupture des relations entre les deux États s'est produite lorsque la Macédoine du Nord a reconnu l'indépendance du Kosovo, bien que les relations aient été rétablies en 2009,.